# 고치 공항
고치 공항(일본어: 高知空港, IATA: KCZ, ICAO: RJOK)은 일본 고치현 난코쿠시에 위치한 제2종 공항으로 애칭인 고치 료마 공항(일본어: 高知龍馬空港)은 고치현의 대표적인 역사 인물인 사카모토 료마의 이름에서 따 왔다.

## 연혁
- 1954년 고치 - 오사카 선 개설
- 1958년 제 2종 공항으로 지정
- 1965년 고치 - 도쿄 선 및 고치 - 미야자키 선 개설
- 1978년 고치 - 나고야 선 개설
- 1982년 고치 - 후쿠오카 선 개설
- 1998년 고치 - 오키나와 선 개설
- 2002년 터미널 빌딩 증축 공사 시행
- 2003년 애칭인 고치 료마 공항 사용 시작
- 2004년 미끄럼 방지 활주로 연장 후 사용 시작

## 운항 노선

### 국내선
| 항공사        | 목적지                             |
| ------------- | ---------------------------------- |
| 일본항공      | 도쿄(하네다)                       |
| J-에어        | 후쿠오카                           |
| 전일본공수    | 도쿄(하네다)                       |
| ANA 윙스      | 오사카(이타미)                     |
| 제트스타 재팬 | 도쿄(나리타), 오사카(간사이)       |
| 후지드림 항공 | 고베, 나고야(주부), 나고야(코마키) |